# Gare d'Agde
La gare d'Agde est une gare ferroviaire française de la ligne de Bordeaux-Saint-Jean à Sète-Ville, située en bordure nord de la ville d'Agde, dans le département de l'Hérault, en région Occitanie. Elle dessert notamment la station touristique du Cap d'Agde.
Elle est mise en service en 1857, par la Compagnie des chemins de fer du Midi et du Canal latéral à la Garonne (Midi).
C'est une gare de la Société nationale des chemins de fer français (SNCF), desservie par le TGV (dont Ouigo), un Intercités de nuit et des trains TER Occitanie.

## Situation ferroviaire
Établie à 6 mètres d'altitude, la gare d'Agde est située au point kilométrique (PK) 452,233 de la ligne de Bordeaux-Saint-Jean à Sète-Ville, entre les gares de Vias et de Marseillan-Plage.
Elle dispose de voies de service ouvertes au service de l'infrastructure.

## Histoire
La station d'Agde est officiellement mise en service le 22 avril 1857 par la Compagnie des chemins de fer du Midi et du Canal latéral à la Garonne, lorsqu'elle ouvre à l'exploitation régulière la dernière partie, sur une voie unique, entre Toulouse et Sète (dont le nom est orthographié Cette à l'époque), de sa ligne de Bordeaux à Sète. En fait des trains circulent : depuis la réception de la ligne le 20 février, l'ouverture d'un service marchandises le 15 mars et l'ouverture du service voyageurs le 1er avril. Il ne s'agissait pas d'une exploitation régulière mais d'une expérimentation servant à la formation du personnel. L'inauguration de la ligne a lieu le 6 avril à Toulouse, les invités venant dans des trains spéciaux partis de Bordeaux et de Sète. Néanmoins des gares ont encore leurs superstructures en chantier.

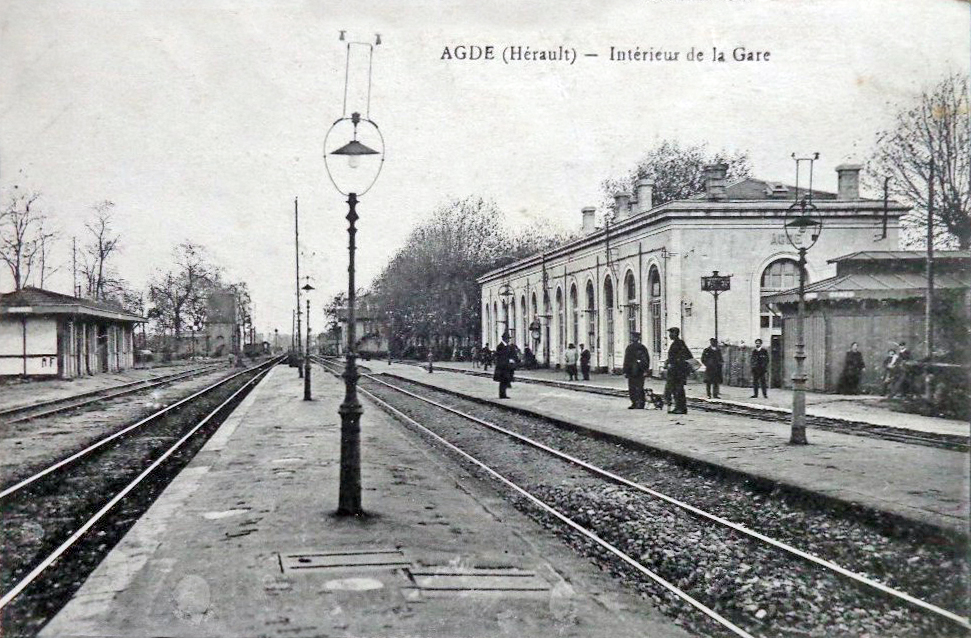
La gare vers 1910.

Le choix de l'emplacement de la station n'a pas posé de problème, les édiles locaux n'ayant pas de conditions autres que cela soit en dehors de la zone urbanisée. La ligne contourne donc la ville par le nord, la station étant installée avant le pont sur l'Hérault. Le bâtiment voyageurs est inauguré le 8 octobre 1857, en présence du maire Jacques Antoine Coste-Floret, actif partisan de cette installation. L'avenue de la Gare (devenue l'avenue Victor-Hugo) est ouverte un an plus tard en novembre 1858. Agde est la 73e station depuis Bordeaux, qui est à 453 kilomètres, « des omnibus correspondant avec tous les trains, conduisent de la station dans la ville et vice versa ». Ce chef-lieu de canton de l'arrondissement de Béziers compte alors 9 429 habitants et plusieurs hôtels : notamment la Poste, Notre-Dame et le Cheval blanc. La Compagnie du Midi a relié la gare avec l'Hérault par un canal qui doit faciliter le transfert des marchandises entre les trains et les bateaux.
Le 14 septembre 1875, d'importants orages provoquent une crue de l'Hérault et des inondations. La gare est envahie par les eaux qui montent au-dessus des voies.
En 2009, la fréquentation annuelle de la gare est de 624 159 voyageurs (source SNCF).
En 2014, des travaux de réaménagements sont effectués en gare. Ils concernent notamment la modernisation des abris, de l'éclairage, de l'accessibilité et des outils pour l'information aux voyageurs.

## Fréquentation
En 2014, selon les estimations de la SNCF, la fréquentation annuelle de la gare était de 637 457 voyageurs.
De 2015 à 2023, selon les estimations de la SNCF, la fréquentation annuelle de la gare s'élève aux nombres indiqués dans le tableau ci-dessous.
| Année                     | 2015    | 2016    | 2017    | 2018    | 2019    | 2020    | 2021    | 2022    | 2023    |
| ------------------------- | ------- | ------- | ------- | ------- | ------- | ------- | ------- | ------- | ------- |
| Voyageurs seuls           | 662 516 | 660 656 | 697 091 | 588 297 | 542 288 | 394 380 | 561 160 | 689 202 | 757 491 |
| Voyageurs + non voyageurs | 828 146 | 825 820 | 871 364 | 735 372 | 677 860 | 492 975 | 701 450 | 861 503 | 946 864 |

## Service des voyageurs

### Accueil
Gare SNCF, elle dispose d'un bâtiment voyageurs, avec guichet, ouvert tous les jours. Elle est équipée d'automates pour l'achat de titres de transport TER. C'est une gare Accès Plus qui dispose d'aménagements, équipements et services pour les personnes à mobilité réduite.
Elle possède trois quais: le quai 1 d'une longueur de 103 m, le quai 2 de 485 m et le quai 3 de 475 m. En fait, seuls les quais 2 et 3 reçoivent des trains.

### Desserte
Agde est desservie par la majorité des trains parcourant l'arc languedocien, dont des TGV, principalement issus de Paris-Gare-de-Lyon et à destination de Perpignan (dont Ouigo) ou Barcelone, mais aussi l'Intercités de nuit reliant Paris-Austerlitz à Cerbère.
Agde est également desservie par des TER Occitanie, en l'occurrence des trains omnibus et semi-directs effectuant des missions entre les gares de Portbou, ou de Perpignan, ou de Narbonne, et de Lunel, ou de Nîmes, ou d'Avignon-Centre ou de Marseille-Saint-Charles, à raison de deux à trois trains par heure en pointe (en semaine), et d'un à deux trains par heure en heures creuses.

### Intermodalité
Un parc à vélos (abri fermé) et un parking sont aménagés à ses abords.
Elle est desservie par des bus du réseau Cap'bus permettant de rejoindre Agde centre (ligne 1), Le Cap-d'Agde (lignes 3 et 4), Le Grau d'Agde (ligne 2) ou Pézenas (ligne 5).

Installations et desserte
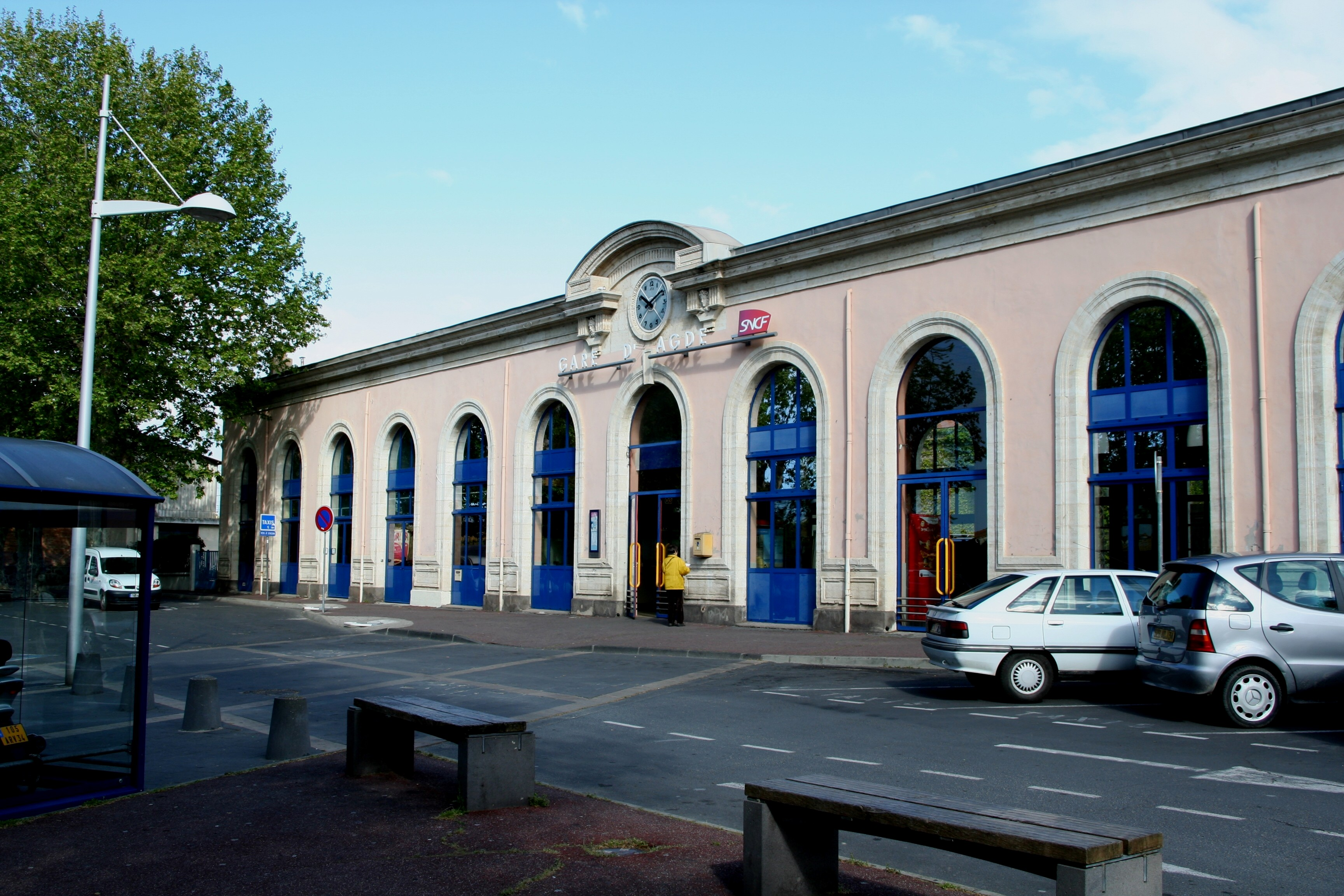
Entrée.
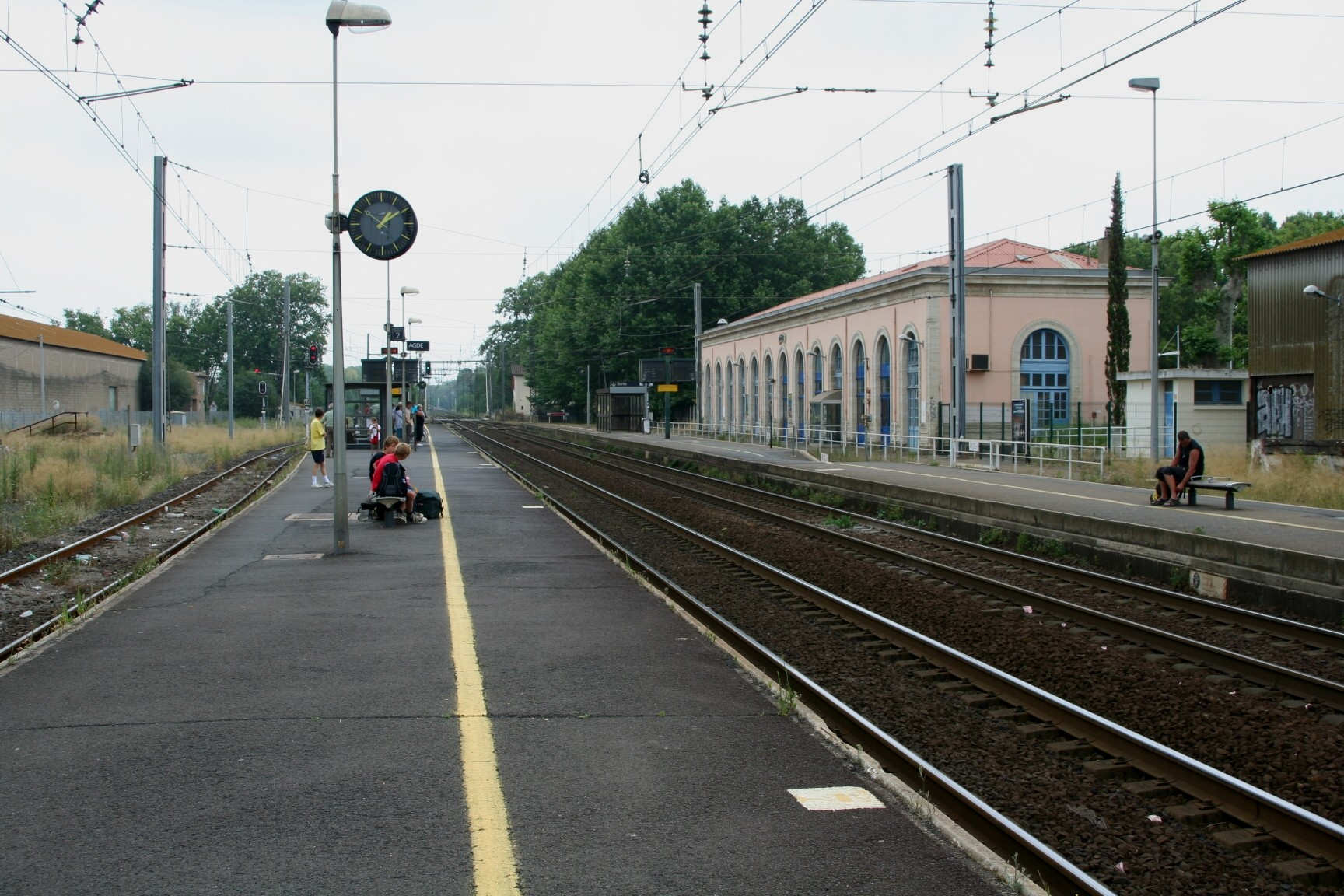
Vue d'ensemble.
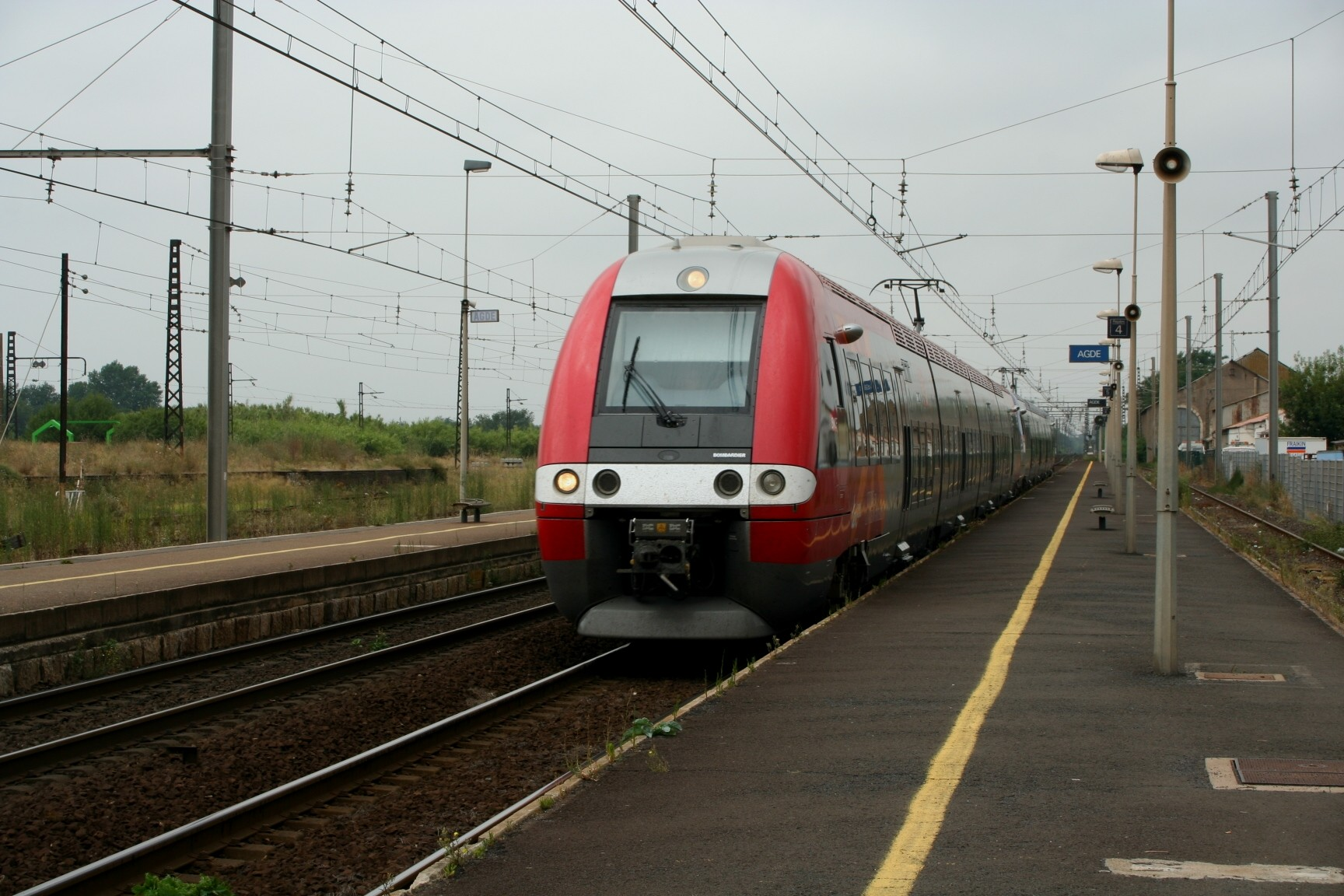
Desserte TER.